# Augusto Carelli
Augusto Carelli (Nàpols, 7 de juliol de 1873 – íbidem, 23 de novembre de 1940), fou un cantant i posteriorment pintor, art en el que destacà. Eix d'una nissaga de músics. Era fill dels cantants Matilde Caputo i Beniamino Carelli i germà de la famosa soprano i empresària Emma Carelli. Son oncle matern, Michele Caputa era compositor i llibretista.
És un deixeble dels mestres de pintura Gioacchino Toma i E. dal Bono. Com escenògraf va prendre part en importants espectacles lírics, sobre tot en col·laboració amb el Teatro Costanzi de Roma. Així mateix va ser crític d'art. El 1893 es va instal·lar a Sant Petersburg a Rússia on va ensenyar al conservatori durant vent-i-un any. El 1907 es va casar amb Elisabetta Rudolphi. El 1914, de vacances a Capri, en esclatar la Primera Guerra Mundial va decidir romandre's-hi. Va anar a viure a Roma on va freqüentar l'escola del nu del cercle artístic del carrer via Margutta.
És autor d'un interessant volum de memòries, vinculades especialment amb els esdeveniments musicals romans.